# 2. deild karla 1955
Die 2. deild karla 1955 war die erste Spielzeit der zweithöchsten isländischen Fußballliga. Vier Mannschaften nahmen an dem Wettbewerb teil.

## Modus
Gespielt wurde im Pokalmodus. Die Sieger der beiden Halbfinals spielten im Finale den Zweitligameister und Aufsteiger in die 1. deild karla aus.

## Halbfinale

### Gruppe Nord
|              | Ergebnis |               |
| ------------ | -------- | ------------- |
| ÍBA Akureyri | 6:1      | ÍB Ísafjörður |

### Gruppe Süd
|                  | Ergebnis |                   |
| ---------------- | -------- | ----------------- |
| Reynir Sandgerði | 3:0      | ÍBV Vestmannaeyja |

## Finale
|              | Ergebnis |                  |
| ------------ | -------- | ---------------- |
| ÍBA Akureyri | 2:1      | Reynir Sandgerði |